# Apogonia fukinukii
Apogonia fukinukii är en skalbaggsart som beskrevs av Kobayashi 2009. Apogonia fukinukii ingår i släktet Apogonia och familjen Melolonthidae. Inga underarter finns listade i Catalogue of Life.